# 2008年中華民國立法委員選舉

第七屆區域立法院委員席次分布圖

第七屆立法院委員席次分布圖
KMT（81）(含親民黨及新黨協調席次)
PFP（1）
無黨籍（1）
（3）
DPP（27）

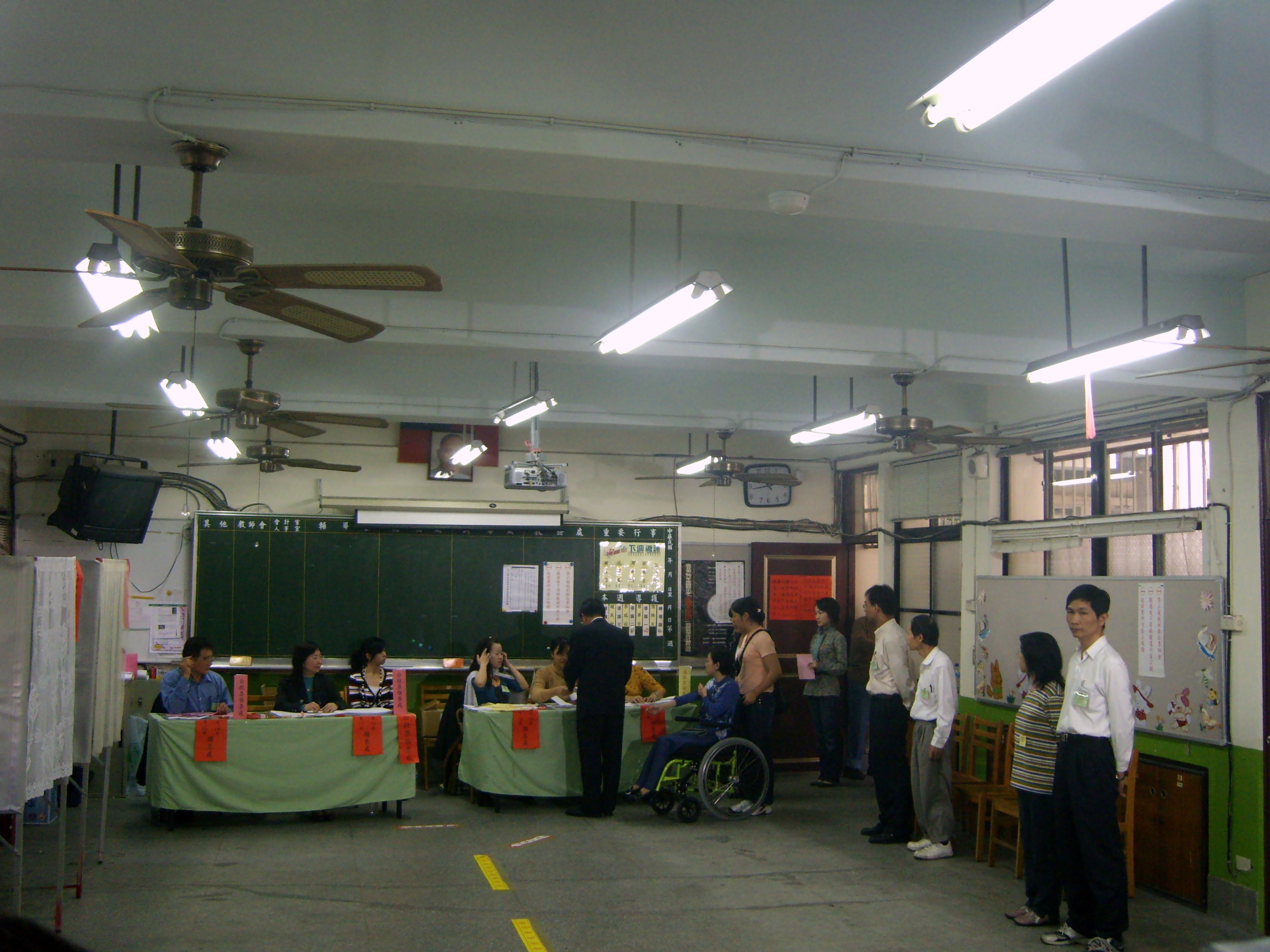
投票當日（2008年1月12日）上午，中華民國總統陳水扁與第一家庭成員，前往設於台北市民族國小的投票所投票。圖為陳水扁與夫人吳淑珍正在領取選票。

立法院第七屆立法委員选举於2008年1月12日舉行。自本屆起，立法院委員由原先的225席減半至113席，任期由3年改為4年。此次選舉是立法院首次使用單一選區兩票制的選舉制度，也是最近一次與總統選舉分開進行之立委選舉。
113席立法委員包含73席單一制的選區區域立委、 6席複數制選區原住民立委（平地及山地原住民各三席）、及34席不分區及僑選委員（常合稱為「政黨票」）。
選舉結果，中國國民黨獲得壓倒性勝利，區域立委方面：國民黨贏得57席、民進黨贏得13席、無盟贏得2席、無黨籍贏得1席；原住民立委方面：國民黨贏得4席、無盟贏得1席、親民黨贏得1席；在34席不分區及僑選委員（常合稱為「政黨票」）中，12個參選政黨中，只有國民黨、民進黨達到5%得票率的門檻，並按各自的得票率分別分得20席與14席。總計中國國民黨連同其與親民黨及新黨的協調席次共取得81席（71.7%），民主進步黨取得27席（23.9%），無黨團結聯盟3席（2.7%），親民黨1席（0.9%），無黨籍1席（0.9%）。中國國民黨於25個直轄市及縣市當中，取得其中15個的所有席次。
本次選舉與全國性公民投票案第3、4案同時舉行。第3案簡稱為「討黨產」公投案，第4案簡稱為「反貪腐」公投案。但這兩案最終都因投票率太低，未跨過百分之50的成案門檻而未獲通過。

## 各政黨參與狀況
本次選舉由於制度上有重大變化，採取單一選區兩票制，賦予小型政黨的參選機會。因此在本次選舉中，除了主要傳統政黨參與選舉之外，其他的小型政黨和最近才成立的新興政黨也加入選戰，尋求藍綠之外的第三勢力進入國會。本次選舉總共有17個政黨參與。
在泛藍泛綠兩大陣營內部整合方面，親民黨此次除了連江縣及平地原住民、山地原住民三個區域選區之外，在中央選舉委員會登記的黨籍全部以國民黨名義參選；親民黨亦不以自身名義參與全國不分區選舉，而是與國民黨協商而獲得國民黨的部分不分區候選名額。而新黨的區域選區候選人早已在2004年起，在新黨黨中央認可之下改變黨籍加入國民黨，由新黨背書這些候選人為新黨之立法委員；與親民黨不同的是，此次新黨以自身名義參與全國不分區選舉。另外國民黨還禮讓部分區域候選名額給無黨團結聯盟。民進黨則協調出數個選區給台聯。但是某些選區由於協調上面的問題，導致有出現同陣營（尤其是泛綠）的數個政黨候選人同時登記，造成各政黨在選戰上出現困擾。
以下是各政黨參與選舉的狀況（以中選會登記之政黨黨籍為準）：
|  | 政黨                                                                      | 區域及原住民 | 全國不分區及僑居國外國民 | 總候選人數  |
|  | ------------------------------------------------------------------------- | ------------ | ------------------------ | ----------- |
|  | 以中國國民黨名義登記參選 - 中國國民黨 - 國親共推（親民黨背書） - 新黨背書 | 74 64 7 3    | 34 30 4                  | 108 94 11 3 |
|  | 親民黨                                                                    | 3            | 0                        | 3           |
|  | 新黨                                                                      | 0            | 10                       | 10          |
|  | 無黨團結聯盟                                                              | 5            | 2                        | 7           |
|  | 泛藍陣營小計                                                              | 82           | 46                       | 128         |
|  | 民主進步黨                                                                | 71           | 33                       | 104         |
|  | 台灣團結聯盟                                                              | 13           | 15                       | 28          |
|  | 制憲聯盟                                                                  | 12           | 3                        | 15          |
|  | 泛綠陣營小計                                                              | 96           | 51                       | 147         |
|  | 第三社會黨                                                                | 10           | 5                        | 15          |
|  | 台灣農民黨                                                                | 10           | 8                        | 18          |
|  | 公民黨                                                                    | 10           | 4                        | 14          |
|  | 台灣人權聯盟                                                              | 11           | 7                        | 18          |
|  | 台灣綠黨                                                                  | 10           | 4                        | 14          |
|  | 客家黨                                                                    | 10           | 3                        | 13          |
|  | 大道慈悲濟世黨                                                            | 8            | 0                        | 8           |
|  | 民主自由黨                                                                | 5            | 0                        | 5           |
|  | 洪運忠義黨                                                                | 1            | 0                        | 1           |
|  | 世界和平黨                                                                | 1            | 0                        | 1           |
|  | 無黨籍                                                                    | 41           | 0                        | 41          |
|  | 其他政黨及無黨籍小計                                                      | 117          | 31                       | 148         |

## 選舉議題

### 投票日期
第七屆立法委員選舉日期，若依慣例，應在2007年底。但中華民國中央選舉委員會公告的選舉日是在2008年1月12日。雖然選舉日期跨過一年，但2004年選出的第六屆立法委員任期並未增加，只是選舉日比以往晚數週。新屆委員仍循慣例於2008年2月1日上任。

### 原住民立法委員席次
原住民立法委員仍然由複數選區選舉，陳水扁總統在《新伙伴關係》中所承諾的「原住民族國會議員回歸民族代表，取消歧視性的平地、山地劃分，各族至少一席」政見並未實現；而立委減半的另一個缺點則是各選區人數差距更懸殊、可能造成立院席次分配無法反應得票率。

### 一階二階段選票領取方式風波
在2004年總統選舉時，由於當時競選連任的陳水扁總統利用公投法中的「防禦性公投」來使公投與大選同時舉行。當時是採用兩階段領投票（先進行選舉投票後，再進行公民投票）的方法，親泛藍陣營的人士發動「拒領公投票活動」，故使這兩項公投因投票人數不足而無效。
在2006年倒扁風波躍起的時候，時任民進黨主席的游錫堃發動連署啟動追討國民黨黨產公投（追討於國民黨於昔日戒嚴時代時，藉行政資源所奪得的財產），同時國民黨為了杯葛，亦同時發動反貪腐公投（暗示民進黨政績不良，還把國家財產放進自己的口袋）以牽制民進黨。
中央選舉委員會及民進黨支持一階段領投票（在進投票所一次領完選舉票和公投選票，但公投選票可以選擇不領），有人認為，由於是次議題為針對國民黨黨產問題，民進黨企圖藉此舉在投票所內宣傳（投票所內不得助選）藉此增加自身的得票率，以及防止公投因投票人數不足而無效。
而國民黨方面則支持兩階段領投票（進投票所後，先進行選舉投票後，再進行公民投票，公投選票仍可以選擇不領），引發了一連串的「一階段、兩階段」爭議，更導致泛藍執政縣市與民進黨執政的中央政府的對峙局面，中央選舉委員會的上級機關行政院甚至以撤換縣市選舉委員會主任委員的手段，要求泛藍執政的地方政府全面採用一階段領投票。陳水扁總統更曾在公開場合揚言，二階級領投票的選舉無效。
中央選舉委員會為求解決爭議，最後將一階段領投票的方案改為「只要選民不離開投票所，可以分兩階段領投選舉票及公投票」。
雖然此方案被泛藍執政的縣市接受，選務爭議至此暫告平息，但由於國民黨仍不滿一階段領投票，可能會造成不想領公投票的民眾誤領，造成選舉上的爭議。因此國民黨在選舉前，正式決定「拒領公投票」策略來反對「公投綁大選」。

### 非藍非綠／第三勢力
由於藍綠惡鬥嚴重，第三社會黨、紅黨、以及以往被視為泛綠陣營的台灣團結聯盟等政黨，都主張自己是藍綠之外的監督力量，以藍綠兩大政治勢力之外的「第三勢力」自許，期望吸引對兩大陣營反感的選民。

### 謝志偉失言
2007年9月16日，台灣團結聯盟精神領袖李登輝在台灣團結聯盟六周年黨慶致詞表示，台灣要把國家法定地位弄清楚才有可能加入聯合國，這件事要好好準備、研究，不要五十萬人或十萬人上街頭、但重要的事情都沒做。2007年9月17日，行政院新聞局局長兼行政院發言人謝志偉回應，李登輝曾任國民黨主席，對台灣民主的貢獻很大，卻被國民黨掃地出門，現在回想起來想必「心有餘悸」。
2007年12月8日，李登輝在圓山大飯店與青年座談，提到在他總統任內發生的野百合學運，他諷刺，民進黨執政後開始腐敗，「那些在中正紀念堂前促進民主化的人，有沒有在講民主化」。2008年1月6日，曾經參加野百合學運的16位學者帶領年輕學生在國立臺灣民主紀念館廣場召開野百合同學會，發起「向民進黨討回黨產，把歷史還給人民」行動，抨擊民進黨粗暴扭曲野百合學運的民主精神。謝志偉批評，任何人都可以批評民進黨政府，但是野百合同學會參加者們「如果對國民黨元凶屁都不放，也不公平」；他譏諷野百合同學會參加者們：「這些年來，你們對轉型正義做了什麼？對該死的國民黨做了什麼？」
2008年1月13日，謝志偉被問到民進黨在本次選舉慘敗的議題，一度哽咽：「民進黨沒有那麼糟…沒有那麼糟…還有機會。」
2008年1月14日，高雄縣縣長楊秋興於民進黨臨時中執會前說，民進黨在本次選舉慘敗，與教育部長杜正勝及謝志偉「有關係」，因為選舉要過半數，不能只是讓深綠選民覺得很棒、卻讓中間選民跑掉；楊秋興也說：「謝志偉很聰明，但是國家發言人的角色就要穩重，不應該有小丑角色，這對民進黨有影響。」
2008年1月15日，民進黨立法院黨團總召集人柯建銘說，「謝（長廷）陣營絕對沒有人去講、白痴到這種程度去評判到謝志偉與杜（正勝）部長、莊國榮，這些都子虛烏有」，而在昨天中執會後他向謝陣營求證，沒有人講過認為需要撤換謝志偉等人，這是媒體的錯誤報導；他又說：「在選舉的時候，每個立委都點名要謝志偉助選。所有對謝志偉、杜部長以及莊國榮所有的指控都不盡公平，我沒有辦法認同。」
2008年1月18日，楊秋興說，他的本意不是要求謝志偉下台：「第一點，我沒有要求他下台。第二點，我不是主動（點名）。國家發言人角色應該穩重，也沒有錯。當然我後半段講『不應該有小丑角色』，這句話是過重了點，我想我可以向謝志偉表示道歉。」
2008年1月27日，謝志偉在《自由時報》的專訪中說：「我認為自己確實必須（為敗選）負一部分責任，一方面有人（楊秋興）已經點名了。我認為既然點名了就可以與別人切割，所以先前表示辭意。當時我確實驚訝，驚訝的是這麼直接，用的辭彙又與藍營用得一樣！」「選舉過程參與了這麼深，輸了，當然有部分的責任。儘管（『小丑』）這個用詞不是很公允，但我接受『我要負擔責任』這個看法。」「這次的三溫暖，我學到很多事情。空穴不來風，無風不起浪，我一定有某些作為讓一部分的人有意見，因此我反省自己。我會更注意，例如頭髮整齊一點、不要這麼亂，應對時也可以稍微收斂一點，這一星期（頭髮）並沒有白過。」「國民黨若對這塊土地的認知、未來的想像，如果與蔣介石來台時的框架一樣的話，那麼，再爛的民進黨都比再好的國民黨好！」但早在2008年1月4日，前總統府國策顧問謝聰敏在「挺台聯，正本土」記者會中抨擊，李登輝提出的台灣經濟及社會問題應該受到重視，民進黨卻要捏死這種聲音，證明民進黨「表面上要打倒蔣介石，卻都在學蔣介石」。
2008年2月24日，國立政治大學台灣文學研究所所長陳芳明批評，轉型正義議題在台灣已經成為消費名詞，尤其到選舉變成換取選票的工具；轉型正義原本是要糾正歷史錯誤，現在反而是在錯誤基礎上製造另一種錯誤；探討轉型正義必須回歸歷史傳承、尤其是漸進改革的過程，台灣白色恐怖政治案件的受害者已不在民進黨內，加害者也不全然都在國民黨內；談正義不能單方面，但在政治操作下，所有問題都被簡化成國民黨必須承擔責任，民進黨反而成了受害者，轉型正義變質為在錯誤基礎上製造另一種錯誤。
2008年2月26日，民進黨總統候選人謝長廷與2006年親綠學者715聲明部分學者對談。國立清華大學社會學系助理教授姚人多說，過去知識分子支持民進黨是一件驕傲的事，今天知識分子承認自己還支持民進黨卻是一件需要勇氣的事。中央研究院臺灣史研究所助理研究員吳叡人說，民進黨執政將近八年之中有六至七年時間對轉型正義毫無興趣，直到政權遭遇危機才突然開始積極推動轉型正義，例如用最粗糙性急的方式進行中正紀念堂改名臺灣民主紀念館，不惜引發社會對立來謀取選舉利益，但人民的熱情在一次次被操縱與利用之後終於冷卻；民進黨在本次選舉慘敗，就是人民對民進黨消費轉型正義的行為最清楚的答覆。
2008年4月11日，謝志偉應台灣大地文教基金會邀請到台中市演講〈台灣的希望在那裡？〉，他說，從台灣歷史來看，綠營勝選是不公不義得以平反，最近以來綠營卻誤認為「只要拿到選票就會贏」，國民黨也認為「只要贏了就表示過去的作為都是對的，不要道歉及交代」；他說，如果國民黨與民進黨的本土化都一樣，他認為這對台灣土地有理想的人是絕大的污衊，民進黨對台灣土地的想像空間跟國民黨是不一樣的，民進黨放棄本土化論述是不對的。
2008年5月27日，前民進黨青年發展部政務副主任許建榮說：「民進黨過去令人尊敬，就是道德和正義；只是，當清廉被打了問號，而轉型正義淪為選舉工具的當下，除了本土與國家認同的捍衛可以讓支持者相挺之外，民進黨還剩下什麼？過去八年來，沒有執政的核心論述，價值更不應是『本土』兩字就處理掉，而『台灣的第三條路』也只是2000年選舉的宣傳論述。執政的八年，原本相挺不遺餘力的知識分子沒有論述可以運用，剩下的竟然只有批評過去國民黨的威權歷史、和比誰比較不爛；這是支持民進黨的知識分子之悲哀。」

## 選舉結果

### 席次分布
|  | 政黨                                                                            | 席次      | 百分比                |
|  | ------------------------------------------------------------------------------- | --------- | --------------------- |
|  | 以中國國民黨名義登記參選 - 中國國民黨 - 親 國親共推（親民黨背書） - 新 新黨背書 | 81 70 9 2 | 71.7% 61.9% 8.0% 1.8% |
|  | 親民黨                                                                          | 1         | 0.9%                  |
|  | 無黨團結聯盟                                                                    | 3         | 2.7%                  |
|  | 無黨籍 ：陳福海                                                                 | 1         | 0.9%                  |
|  | 泛藍陣營小計                                                                    | 86        | 76.1%                 |
|  | 民主進步黨                                                                      | 27        | 23.9%                 |
|  | 泛綠陣營小計                                                                    | 27        | 23.9%                 |

### 席次及得票統計
中選會所公布之結果。
| 政黨                      | 政黨                 | 區域暨原住民 | 區域暨原住民 | 區域暨原住民 | 區域暨原住民 | 不分區    | 不分區 | 不分區 | 總和 | 總和 | 總和 | 總和  | 總和  |
| 政黨                      | 政黨                 | 得票數       | %            | +／−         | 席次         | 得票數    | %      | 席次   | 選前 | %    | 選後 | %     | +／−  |
| ------------------------- | -------------------- | ------------ | ------------ | ------------ | ------------ | --------- | ------ | ------ | ---- | ---- | ---- | ----- | ----- |
|                           | 以中國國民黨名義登記 | 5,291,512    | 53.5         | +20.7        | 61           | 5,010,801 | 51.2   | 20     | 90   | 40.0 | 81   | 71.7  | +31.7 |
| 中國國民黨                | 52                   | 5,291,512    | 53.5         | +20.7        | 17           | 5,010,801 | 51.2   | 84     | 69   | 40.0 |      | 71.7  | +31.7 |
| 親 國親共推（親民黨背書） | 7                    | 5,291,512    | 53.5         | +20.7        | 3            | 5,010,801 | 51.2   | 1      | 10   | 40.0 |      | 71.7  | +31.7 |
| 新 新黨背書               | 2                    | 5,291,512    | 53.5         | +20.7        | -            | 5,010,801 | 51.2   | 4      | 2    | 40.0 |      | 71.7  | +31.7 |
| 台灣農民黨                | -                    | 5,291,512    | 53.5         | +20.7        | -            | 5,010,801 | 51.2   | 1      | -    | 40.0 |      | 71.7  | +31.7 |
| 無黨團結聯盟              | 239,317              | 2.4          | -1.2         | 3            | 68,527       | 0.7       | 0      | 8      | 3.6  | 3    | 2.7  | -0.9  |       |
| 親民黨                    | 28,254               | 0.3          | -13.3        | 1            | -            | -         | -      | 20     | 8.9  | 1    | 0.9  | -8.0  |       |
| 新黨                      | -                    | -            | (-0.1)       | -            | 386,660      | 4.0       | 0      | -      | -    | -    | -    | -     |       |
| 泛藍陣營小計              | 5,559,083            | 56.2         | +5.7         | 65           | 5,465,988    | 55.9      | 20     | 118    | 52.4 | 85   | 75.2 | +22.8 |       |
|                           | 民主進步黨           | 3,775,352    | 38.2         | +2.5         | 13           | 3,610,106 | 36.9   | 14     | 90   | 40.0 | 27   | 23.9  | -16.1 |
| 台灣團結聯盟              | 93,840               | 0.9          | -6.9         | 0            | 344,887      | 3.5       | 0      | 7      | 3.1  | 0    | 0    | -3.1  |       |
| 制憲聯盟                  | 3,926                | <0.1         |              | 0            | 30,315       | 0.3       | 0      | 0      | 0    | 0    | 0    | 0     |       |
| 泛綠陣營小計              | 3,873,118            | 39.1         | -4.4         | 13           | 3,985,308    | 40.7      | 14     | 97     | 43.1 | 27   | 23.9 | -19.2 |       |
|                           | 紅黨                 | 6,355        | <0.1         |              | 0            | 77,870    | 0.8    | 0      | 0    | 0    | 0    | 0     | 0     |
| 台灣綠黨                  | 14,767               | 0.1          |              | 0            | 58,473       | 0.6       | 0      | 0      | 0    | 0    | 0    | 0     |       |
| 台灣農民黨                | 8,681                | <0.1         |              | 0            | 57,144       | 0.6       | 0      | 0      | 0    | 0    | 0    | -0.4  |       |
| 第三社會黨                | 10,057               | 0.1          |              | 0            | 45,594       | 0.5       | 0      | 1      | 0.4  | 0    | 0    | -0.4  |       |
| 公民黨                    | 6,562                | <0.1         |              | 0            | 48,192       | 0.5       | 0      | 0      | 0    | 0    | 0    | 0     |       |
| 客家黨                    | 8,860                | <0.1         |              | 0            | 42,004       | 0.4       | 0      | 0      | 0    | 0    | 0    | 0     |       |
| 無黨籍                    | 393,346              | 4.0          | -1.9         | 1            | -            | -         | -      | 1      | 0.4  | 1    | 0.9  | +0.5  |       |
| 缺額                      | -                    | -            | -            | -            | -            | -         | -      | 8      | 3.6  | -    | -    | -     |       |
| 總計                      | 10,050,619           | -            | -            | -            | 10,076,239   | -         | -      | 225    | 100  | 113  | 100  | -     |       |

另外，未參加不分區選舉，且在區域選舉中未獲得席次的政黨有大道慈悲濟世黨、民主自由黨、洪運忠義黨及世界和平黨。

## 區域暨原住民選舉
過去立法委員選舉選舉區多以縣市為單位，選出複數當選人的情況在本屆改變，中央選舉委員會於2007年1月31日公告重新劃分之小的73個選舉區。
本次選舉之區域暨原住民選舉部分，一改以往複數選舉區（1個選舉區依照人口數選出1至多席立委）的制度，採取單一選區兩票制中的小選舉區制度（一票選人），1個選舉區只選出1席立委；不過在原住民部份還是維持複數選舉區的制度，平地和山地原住民各選出3席；在區域暨原住民選舉中，總共有296位候選人，角逐79席立法委員。

### 選舉區劃分
| 立法委員選舉區名稱與範圍對照 | 立法委員選舉區名稱與範圍對照 | 立法委員選舉區名稱與範圍對照 |
| 選舉區別                     | 對應行政區 |                              |
| ---------------------------- | --- | ---------------------------- |
| 臺北市第一選舉區             | 北投區、士林區天母里等13里。 |                              |
| 臺北市第二選舉區             | 大同區、士林區仁勇里等38里。 |                              |
| 臺北市第三選舉區             | 中山區、松山區精忠里等20里。 |                              |
| 臺北市第四選舉區             | 內湖區、南港區。 |                              |
| 臺北市第五選舉區             | 萬華區、中正區南門里等21里。 |                              |
| 臺北市第六選舉區             | 大安區。 |                              |
| 臺北市第七選舉區             | 信義區、松山區慈祐里等13里。 |                              |
| 臺北市第八選舉區             | 文山區、中正區水源里等10里。 |                              |
| 高雄市第一選舉區             | 楠梓區、左營區。 |                              |
| 高雄市第二選舉區             | 鼓山區、鹽埕區、旗津區、三民區川東里等42里。                                                                                             |                              |
| 高雄市第三選舉區             | 三民區鼎金里等45里。 |                              |
| 高雄市第四選舉區             | 前金區、新興區、苓雅區、前鎮區復國里等8里。                                                                                              |                              |
| 高雄市第五選舉區             | 小港區、前鎮區草衙里等51里。 |                              |
| 臺北縣第一選舉區             | 石門鄉、三芝鄉、淡水鎮、八里鄉、林口鄉、泰山鄉。                                                                                         |                              |
| 臺北縣第二選舉區             | 五股鄉、蘆洲市、三重市富貴里等16里。 |                              |
| 臺北縣第三選舉區             | 三重市二重里等103里。 |                              |
| 臺北縣第四選舉區             | 新莊市中平里等75里。 |                              |
| 臺北縣第五選舉區             | 樹林市、鶯歌鎮、新莊市民安里等9里。 |                              |
| 臺北縣第六選舉區             | 板橋市中正里等65里。 |                              |
| 臺北縣第七選舉區             | 板橋市九如里等61里。 |                              |
| 臺北縣第八選舉區             | 中和市力行里等76里。 |                              |
| 臺北縣第九選舉區             | 永和市、中和市泰安里等17里。 |                              |
| 臺北縣第十選舉區             | 土城市、三峽鎮。 |                              |
| 臺北縣第十一選舉區           | 新店市、深坑鄉、石碇鄉、坪林鄉、烏來鄉。                                                                                                 |                              |
| 臺北縣第十二選舉區           | 金山鄉、萬里鄉、汐止市、平溪鄉、瑞芳鎮、雙溪鄉、貢寮鄉。                                                                                 |                              |
| 基隆市選舉區                 | 全境。 |                              |
| 宜蘭縣選舉區                 | 全境。 |                              |
| 桃園縣第一選舉區             | 蘆竹鄉、龜山鄉、桃園市汴洲里等11里。 |                              |
| 桃園縣第二選舉區             | 大園鄉、觀音鄉、新屋鄉、楊梅市。 |                              |
| 桃園縣第三選舉區             | 中壢市石頭里等69里。 |                              |
| 桃園縣第四選舉區             | 桃園市中路里等65里。 |                              |
| 桃園縣第五選舉區             | 平鎮市、龍潭鄉。 |                              |
| 桃園縣第六選舉區             | 八德市、大溪鎮、復興鄉、中壢市興仁里等12里。                                                                                             |                              |
| 新竹縣選舉區                 | 全境。 |                              |
| 新竹市選舉區                 | 全境。 |                              |
| 苗栗縣第一選舉區             | 竹南鎮、造橋鄉、後龍鎮、西湖鄉、通霄鎮、銅鑼鄉、苑裡鎮、三義鄉。                                                                         |                              |
| 苗栗縣第二選舉區             | 頭份鎮、三灣鄉、南庄鄉、苗栗市、頭屋鄉、獅潭鄉、公館鄉、大湖鄉、泰安鄉、卓蘭鎮。                                                         |                              |
| 臺中縣第一選舉區             | 大甲鎮、大安鄉、外埔鄉、清水鎮、梧棲鎮。                                                                                                 |                              |
| 臺中縣第二選舉區             | 沙鹿鎮、龍井鄉、大肚鄉、烏日鄉、霧峰鄉、大里市東湖等2里。                                                                                |                              |
| 臺中縣第三選舉區             | 太平市、大里市大里里等25里。 |                              |
| 臺中縣第四選舉區             | 豐原市、石岡鄉、新社鄉、東勢鎮、和平鄉。                                                                                                 |                              |
| 臺中縣第五選舉區             | 后里鄉、神岡鄉、大雅鄉、潭子鄉。 |                              |
| 臺中市第一選舉區             | 西屯區、南屯區。 |                              |
| 臺中市第二選舉區             | 北區、北屯區。 |                              |
| 臺中市第三選舉區             | 西區、中區、東區、南區。 |                              |
| 彰化縣第一選舉區             | 伸港鄉、線西鄉、和美鎮、鹿港鎮、福興鄉、秀水鄉。                                                                                         |                              |
| 彰化縣第二選舉區             | 彰化市、花壇鄉、芬園鄉。 |                              |
| 彰化縣第三選舉區             | 芳苑鄉、二林鎮、埔鹽鄉、溪湖鎮、埔心鄉、大城鄉、竹塘鄉、埤頭鄉、北斗鎮、溪州鄉。                                                         |                              |
| 彰化縣第四選舉區             | 大村鄉、員林鎮、永靖鄉、社頭鄉、田尾鄉、田中鎮、二水鄉。                                                                                 |                              |
| 南投縣第一選舉區             | 草屯鎮、國姓鄉、埔里鎮、仁愛鄉、中寮鄉、魚池鄉。                                                                                         |                              |
| 南投縣第二選舉區             | 南投市、名間鄉、集集鎮、竹山鎮、鹿谷鄉、水里鄉、信義鄉。                                                                                 |                              |
| 雲林縣第一選舉區             | 麥寮鄉、臺西鄉、東勢鄉、褒忠鄉、土庫鎮、虎尾鎮、四湖鄉、元長鄉、口湖鄉、水林鄉、北港鎮。                                                 |                              |
| 雲林縣第二選舉區             | 崙背鄉、二崙鄉、西螺鎮、莿桐鄉、林內鄉、斗六市、大埤鄉、斗南鎮、古坑鄉。                                                                 |                              |
| 嘉義縣第一選舉區             | 六腳鄉、東石鄉、朴子市、太保市、布袋鎮、義竹鄉、鹿草鄉、水上鄉。                                                                         |                              |
| 嘉義縣第二選舉區             | 溪口鄉、大林鎮、梅山鄉、新港鄉、民雄鄉、竹崎鄉、中埔鄉、番路鄉、阿里山鄉、大埔鄉。                                                       |                              |
| 嘉義市選舉區                 | 全境。 |                              |
| 臺南縣第一選舉區             | 後壁鄉、白河鎮、北門鄉、學甲鎮、鹽水鎮、新營市、柳營鄉、東山鄉、將軍鄉、下營鄉、六甲鄉、官田鄉。                                         |                              |
| 臺南縣第二選舉區             | 七股鄉、佳里鎮、麻豆鎮、善化鎮、大內鄉、玉井鄉、楠西鄉、西港鄉、安定鄉、新市鄉、山上鄉、新化鎮、左鎮鄉、南化鄉。                         |                              |
| 臺南縣第三選舉區             | 永康市、仁德鄉、歸仁鄉、關廟鄉、龍崎鄉。                                                                                                 |                              |
| 臺南市第一選舉區             | 安南區、北區、中西區。 |                              |
| 臺南市第二選舉區             | 安平區、南區、東區。 |                              |
| 高雄縣第一選舉區             | 三民鄉、桃源鄉、甲仙鄉、內門鄉、杉林鄉、六龜鄉、阿蓮鄉、田寮鄉、旗山鎮、美濃鎮、茂林鄉、燕巢鄉、大社鄉、大樹鄉。                         |                              |
| 高雄縣第二選舉區             | 茄萣鄉、湖內鄉、路竹鄉、永安鄉、岡山鎮、彌陀鄉、梓官鄉、橋頭鄉。                                                                         |                              |
| 高雄縣第三選舉區             | 仁武鄉、鳥松鄉、大寮鄉、林園鄉。 |                              |
| 高雄縣第四選舉區             | 鳳山市 |                              |
| 屏東縣第一選舉區             | 里港鄉、高樹鄉、三地門鄉、霧臺鄉、九如鄉、鹽埔鄉、長治鄉、內埔鄉、瑪家鄉、泰武鄉、竹田鄉、萬巒鄉、潮州鎮。                               |                              |
| 屏東縣第二選舉區             | 屏東市、麟洛鄉、萬丹鄉。 |                              |
| 屏東縣第三選舉區             | 新園鄉、崁頂鄉、南州鄉、新埤鄉、來義鄉、東港鎮、林邊鄉、佳冬鄉、枋寮鄉、春日鄉、枋山鄉、獅子鄉、牡丹鄉、車城鄉、滿州鄉、恆春鎮、琉球鄉。 |                              |
| 臺東縣選舉區                 | 全境。 |                              |
| 花蓮縣選舉區                 | 全境。 |                              |
| 澎湖縣選舉區                 | 全境。 |                              |
| 金門縣選舉區                 | 全境。 |                              |
| 連江縣選舉區                 | 全境。 |                              |

### 登記後不符合參選資格者
經由中央選舉委員會審定，本屆區域暨原住民選舉僅有桃園縣第三選舉區雷由靖一位候選人因為曾經犯懲治盜匪條例，徒刑期滿但褫奪公權尚未復權，依公職人員選舉罷免法第26條第8款規定，不符合參選資格:152。

### 選舉結果
以下為各選舉區最高票及次高票（原住民選舉區為前五名）之名單（粗體者為原該區域時任立法委員、斜體者則是轉換選區的時任立法委員）：
| 選舉區             | 當選者（登記政黨）                                                        | 次高票者（登記政黨）                      |
| ------------------ | ------------------------------------------------------------------------- | ----------------------------------------- |
| 臺北市第一選舉區   | 丁守中（ 中國國民黨）                                                     | 高建智（ 民主進步黨）                     |
| 臺北市第二選舉區   | 周守訓（ 中國國民黨）                                                     | 王世堅（ 民主進步黨）                     |
| 臺北市第三選舉區   | 蔣孝嚴（ 中國國民黨）                                                     | 郭正亮（ 民主進步黨）                     |
| 臺北市第四選舉區   | 蔡正元（ 中國國民黨）                                                     | 徐國勇（ 民主進步黨）                     |
| 臺北市第五選舉區   | 林郁方（ 中國國民黨）                                                     | 段宜康（ 民主進步黨）                     |
| 臺北市第六選舉區   | 李慶安（ 中國國民黨）                                                     | 羅文嘉（ 民主進步黨）                     |
| 臺北市第七選舉區   | 費鴻泰（新 中國國民黨）                                                   | 田欣（ 民主進步黨）                       |
| 臺北市第八選舉區   | 賴士葆（新 中國國民黨）                                                   | 周柏雅（ 民主進步黨）                     |
| 高雄市第一選舉區   | 黃昭順（ 中國國民黨）                                                     | 姚文智（ 民主進步黨）                     |
| 高雄市第二選舉區   | 管碧玲（ 民主進步黨）                                                     | 羅世雄（ 中國國民黨）                     |
| 高雄市第三選舉區   | 侯彩鳳（ 中國國民黨）                                                     | 李昆澤（ 民主進步黨）                     |
| 高雄市第四選舉區   | 李復興（ 中國國民黨）                                                     | 黃昭輝（ 民主進步黨）                     |
| 高雄市第五選舉區   | 郭玟成（ 民主進步黨）                                                     | 林國正（ 中國國民黨）                     |
| 臺北縣第一選舉區   | 吳育昇（ 中國國民黨）                                                     | 李顯榮（ 民主進步黨）                     |
| 臺北縣第二選舉區   | 林淑芬（ 民主進步黨）                                                     | 柯淑敏（親 中國國民黨）                   |
| 臺北縣第三選舉區   | 余天（ 民主進步黨）                                                       | 朱俊曉（ 中國國民黨）                     |
| 臺北縣第四選舉區   | 李鴻鈞（親 中國國民黨）                                                   | 吳秉叡（ 民主進步黨）                     |
| 臺北縣第五選舉區   | 黃志雄（ 中國國民黨）                                                     | 廖本煙（ 民主進步黨）                     |
| 臺北縣第六選舉區   | 林鴻池（ 中國國民黨）                                                     | 王淑慧（ 民主進步黨）                     |
| 臺北縣第七選舉區   | 吳清池（親 中國國民黨）                                                   | 莊碩漢（ 民主進步黨）                     |
| 臺北縣第八選舉區   | 張慶忠（ 中國國民黨）                                                     | 趙永清（ 民主進步黨）                     |
| 臺北縣第九選舉區   | 林德福（ 中國國民黨）                                                     | 洪一平（無黨籍）                          |
| 臺北縣第十選舉區   | 盧嘉辰（ 中國國民黨）                                                     | 李文忠（ 民主進步黨）                     |
| 臺北縣第十一選舉區 | 羅明才（ 中國國民黨）                                                     | 陳永福（ 民主進步黨）                     |
| 臺北縣第十二選舉區 | 李慶華（ 中國國民黨）                                                     | 陳朝龍（ 民主進步黨）                     |
| 基隆市選舉區       | 謝國樑（ 中國國民黨）                                                     | 游祥耀（ 民主進步黨）                     |
| 宜蘭縣選舉區       | 林建榮（ 中國國民黨）                                                     | 陳金德（ 民主進步黨）                     |
| 桃園縣第一選舉區   | 陳根德（ 中國國民黨）                                                     | 李鎮楠（ 民主進步黨）                     |
| 桃園縣第二選舉區   | 廖正井（ 中國國民黨）當選無效                                             | 郭榮宗（ 民主進步黨）                     |
| 桃園縣第三選舉區   | 吳志揚（ 中國國民黨）                                                     | 彭添富（ 民主進步黨）                     |
| 桃園縣第四選舉區   | 楊麗環（ 中國國民黨）                                                     | 黃宗源（ 民主進步黨）                     |
| 桃園縣第五選舉區   | 朱鳳芝（ 中國國民黨）                                                     | 李月琴（ 民主進步黨）                     |
| 桃園縣第六選舉區   | 孫大千（ 中國國民黨）                                                     | 邱創良（ 民主進步黨）                     |
| 新竹縣選舉區       | 邱鏡淳（ 中國國民黨）                                                     | 徐欣瑩（無黨籍）                          |
| 新竹市選舉區       | 呂學樟（ 中國國民黨）                                                     | 鄭宏輝（ 民主進步黨）                     |
| 苗栗縣第一選舉區   | 李乙廷（ 中國國民黨）當選無效                                             | 杜文卿（ 民主進步黨）                     |
| 苗栗縣第二選舉區   | 徐耀昌（親 中國國民黨）                                                   | 何智輝（ 中國國民黨）                     |
| 臺中縣第一選舉區   | 劉銓忠（ 中國國民黨）                                                     | 蔡其昌（ 民主進步黨）                     |
| 臺中縣第二選舉區   | 顏清標（ 無黨團結聯盟）                                                   | 劉瑞龍（ 民主進步黨）                     |
| 臺中縣第三選舉區   | 江連福（ 中國國民黨）當選無效                                             | 簡肇棟（ 民主進步黨）                     |
| 臺中縣第四選舉區   | 徐中雄（ 中國國民黨）                                                     | 高基讚（ 台灣團結聯盟）                   |
| 臺中縣第五選舉區   | 楊瓊瓔（ 中國國民黨）                                                     | 郭俊銘（ 民主進步黨）                     |
| 臺中市第一選舉區   | 蔡錦隆（ 中國國民黨）                                                     | 蔡明憲（ 民主進步黨）                     |
| 臺中市第二選舉區   | 盧秀燕（ 中國國民黨）                                                     | 謝明源（ 民主進步黨）                     |
| 臺中市第三選舉區   | 黃義交（親 中國國民黨）                                                   | 何敏豪（ 民主進步黨）                     |
| 彰化縣第一選舉區   | 陳秀卿（ 中國國民黨）                                                     | 陳進丁（ 無黨團結聯盟）                   |
| 彰化縣第二選舉區   | 林滄敏（ 中國國民黨）                                                     | 邱創進（ 民主進步黨）                     |
| 彰化縣第三選舉區   | 鄭汝芬（ 中國國民黨）                                                     | 林重謨（ 民主進步黨）                     |
| 彰化縣第四選舉區   | 蕭景田（ 中國國民黨）                                                     | 江昭儀（ 民主進步黨）                     |
| 南投縣第一選舉區   | 吳敦義（ 中國國民黨）                                                     | 林耘生（ 民主進步黨）                     |
| 南投縣第二選舉區   | 林明溱（ 中國國民黨）                                                     | 湯火聖（ 民主進步黨）                     |
| 雲林縣第一選舉區   | 張嘉郡（ 中國國民黨）                                                     | 陳憲中（ 民主進步黨）                     |
| 雲林縣第二選舉區   | 張碩文（ 中國國民黨）當選無效                                             | 劉建國（ 民主進步黨）                     |
| 嘉義縣第一選舉區   | 翁重鈞（ 中國國民黨）                                                     | 蔡啟芳（ 民主進步黨）                     |
| 嘉義縣第二選舉區   | 張花冠（ 民主進步黨）                                                     | （ 中國國民黨）                           |
| 嘉義市選舉區       | 江義雄（ 中國國民黨）                                                     | 莊和子（ 民主進步黨）                     |
| 臺南縣第一選舉區   | 葉宜津（ 民主進步黨）                                                     | 洪玉欽（ 中國國民黨）                     |
| 臺南縣第二選舉區   | 黃偉哲（ 民主進步黨）                                                     | 李和順（ 無黨團結聯盟）                   |
| 臺南縣第三選舉區   | 李俊毅（ 民主進步黨）                                                     | 吳健保（ 中國國民黨）                     |
| 臺南市第一選舉區   | 陳亭妃（ 民主進步黨）                                                     | 王昱婷（ 中國國民黨）                     |
| 臺南市第二選舉區   | 賴清德（ 民主進步黨）                                                     | 高思博（ 中國國民黨）                     |
| 高雄縣第一選舉區   | 鍾紹和（親 中國國民黨）                                                   | 顏文章（ 民主進步黨）                     |
| 高雄縣第二選舉區   | 林益世（ 中國國民黨）                                                     | 余政憲（ 民主進步黨）                     |
| 高雄縣第三選舉區   | 陳啟昱（ 民主進步黨）                                                     | 吳光訓（ 中國國民黨）                     |
| 高雄縣第四選舉區   | 江玲君（ 中國國民黨）                                                     | 林岱樺（ 民主進步黨）                     |
| 屏東縣第一選舉區   | 蘇震清（ 民主進步黨）                                                     | 蔡豪（無黨籍）                            |
| 屏東縣第二選舉區   | 王進士（ 中國國民黨）                                                     | 李世斌（ 民主進步黨）                     |
| 屏東縣第三選舉區   | 潘孟安（ 民主進步黨）                                                     | 蘇清泉（ 中國國民黨）                     |
| 臺東縣選舉區       | 黃健庭（ 中國國民黨）                                                     | 許志雄（無黨籍）                          |
| 花蓮縣選舉區       | 傅崐萁（親 中國國民黨）                                                   | 盧博基（ 民主進步黨）                     |
| 澎湖縣選舉區       | 林炳坤（ 無黨團結聯盟）                                                   | 陳光復（ 民主進步黨）                     |
| 金門縣選舉區       | 陳福海（無黨籍）                                                          | 吳成典（新 中國國民黨）                   |
| 連江縣選舉區       | 曹爾忠（ 中國國民黨）                                                     | 林惠官（ 親民黨）                         |
| 平地原住民選舉區   | 廖國棟（ 中國國民黨） · 楊仁福（ 中國國民黨） · 林正二（ 親民黨）當選無效 | 宋進財（無黨籍） · 陳秀惠（ 民主進步黨）  |
| 山地原住民選舉區   | 簡東明（ 中國國民黨） · 孔文吉（ 中國國民黨） · 高金素梅（ 無黨團結聯盟） | 林春德（ 親民黨） · 侯金助（ 民主進步黨） |

※備註：
1. 標親者為國親聯盟共同推舉（徐耀昌為中國國民黨提名，親民黨背書）
2. 標新者為2004年立委選舉時新黨背書轉入中國國民黨的參選者
3. 標「當選無效」者之當選資格已被法院判決無效定讞，該選區之席次可能依情況進行補選。(本屆最終平地原住民選區之席次缺額因未達該選區缺額1/2而無法進行補選。[22])

## 全國不分區及僑居國外國民選舉
本次全國不分區及僑居國外國民選舉，首度採取單一選區兩票制中一票選黨的機制。此次共有12個政黨128位候選人，角逐34席全國不分區和僑居國外國民立委。
在政黨登記方面，原本大道慈悲濟世黨有意參選不分區立委，並有王小玉、曾坤炳、吳宗霖3位候選人登記參選，但因其區域立委登記人數僅有8人未達到10人，不符合規定，而失去登記資格；而民進黨原本登記34人，但其中有鄭素華一人曾經犯投票行賄罪且仍在緩刑期間，而失去登記資格:155–157。
| 號次 | 政黨         | 當選／候選人數 | 候選名單 |
| ---- | ------------ | -------------- | --- |
| 1    | 公民黨       | 0/4            | 雷僑雲、錢漢清、陳華足、孔仁奕 |
| 2    | 制憲聯盟     | 0/3            | 吳景祥、黃馨主、黃千明 |
| 3    | 台灣團結聯盟 | 0/15           | 陳永興、陳玉峰、賴幸媛、施朝賢、錢林慧君、江偉君、黃昆輝、羅志明、李宜潔、范盛保、張金生、傅馨儀、黃昭展、葉津鈴、李安妮 |
| 4    | 第三社會黨   | 0/5            | 呂秀菊、楊偉中、林致真、楊靜華、林志成 |
| 5    | 民主進步黨   | 14/33          | 陳節如、蔡煌瑯、邱議瑩、柯建銘、黃淑英、王幸男、薛凌、高志鵬、陳瑩、余政道、翁金珠、蔡同榮、田秋堇、洪奇昌、張富美、游盈隆、許榮淑、游錫堃、楊芳婉、周清玉、陳茂男、吳明敏、張秀珍、范巽綠、王塗發、張慶惠、周光宙、劉美德、施義芳、麗依京·尤瑪、梁禎祥、陳慧玲                          |
| 6    | 新黨         | 0/10           | 周陽山、雷倩、高家俊、林美倫、徐宗懋、郭家芬、葛建埔、孫吉珍、李勝峰、郁慕明 |
| 7    | 台灣綠黨     | 0/4            | 陳曼麗、張輝山、張宏林、王芳萍 |
| 8    | 台灣農民黨   | 0/8            | 錢小鳳、柯俊雄、馬國清、陳信宏、范姜秀珍、陳重光、洪美珍、張文正 |
| 9    | 無黨團結聯盟 | 0/2            | 劉憶如、陳傑儒 |
| 10   | 中國國民黨   | 20/34          | 王金平、洪秀柱、曾永權、潘維剛、邱毅、鄭金玲 親 、陳、李紀珠、張顯耀 親 、趙麗雲、李嘉進、廖婉汝、紀國棟、羅淑蕾 親 、李明星^、郭素春、劉盛良、鄭麗文、帥化民、徐少萍、許舒博、陳淑慧、李全教、許宇甄、黃良華、楊玉珍、林正峰、華真、姚江臨、邱美瑞^ 親 、江綺雯、呂春霖、邱潤容、謝坤宏 |
| 11   | 紅黨         | 0/7            | 楊玉欣、姚立明、陳耀昌、胡德夫、黃惠君、宗景宜、魏耀乾 |
| 12   | 客家黨       | 0/3            | 宋楚瑜、鍾棖婷、彭雲煌 |

※備註：
1. 標 ^ 者為僑居國外國民候選人。
2. 標  者為當選人。
3. 標親者為國親聯盟共同推舉[24]。
4. 綠黨候選人王芳萍為人民火大行動聯盟所推薦[25]。

## 全國性公民投票
與立法委員選舉同日舉行的第3案、第4案全國性公民投票，分別由前民進黨主席游錫堃及前新黨秘書長王建煊擔任領銜人。本次共有兩案，第3案簡稱「討黨產」，第4案簡稱「反貪腐」。第3案的目的是企圖討回國民黨執政時期，於戒嚴時期所取得的「不當黨產」；第4案則主要針對民進黨2000年執政以來的發生的一連串貪污醜聞（高捷弊案、台開案、國務機要費案等案）而來。由於第3案的領票率26.34%與第4案的領票率26.08%，皆未達全國投票權人總數二分之一領票才能成案的法定門檻，因此二案的投票結果均為無效。

### 提案內容
- 第3案
你是否同意依下列原則制定「政黨不當取得財產處理條例」將中國國民黨黨產還給全民：國民黨及其附隨組織的財產，除黨費、政治獻金及競選補助金外，均推定為不當取得的財產，應還給人民。已處分者，應償還價額。
- 第4案
您是否同意制定法律追究國家領導人及其部屬，因故意或重大過失之措施，造成國家嚴重損害之責任，並由立法院設立調查委員會調查，政府各部門應全力配合，不得抗拒，以維全民利益，並懲處違法失職人員，追償不當所得？

### 數據統計
| 案次             | 同意票 （同意之百分比） | 不同意票 （不同意之百分比） | 有效票數  | 無效票  | 投票人數  | 投票權人數 | 投票人數 對投票權人數 | 投票結果     |
| ---------------- | ----------------------- | --------------------------- | --------- | ------- | --------- | ---------- | --------------------- | ------------ |
| 第3案 「討黨產」 | 3,891,170 (91.46%)      | 363,494 (8.54%)             | 4,254,664 | 296,217 | 4,550,881 | 23,663,580 | 26.34%                | 否決（無效） |
| 第4案 「反貪腐」 | 2,304,136 (58.17%)      | 1,656,890 (41.83%)          | 3,961,026 | 544,901 | 4,505,927 | 23,663,580 | 26.08%                | 否決（無效） |

資料來源：

## 後續效應

### 陳水扁辭去民進黨主席
由於泛藍陣營在此次立委選舉獲得空前勝利，陳水扁在2008年1月12日當晚宣布辭去民進黨主席職位，由黨內總統參選人謝長廷接任黨主席。2008年1月14日，民進黨召開臨時中執會，正式決議由謝長廷出任代理主席，以贏得2個月後的總統選舉為目標。
2008年1月14日下午，民進黨立委林樹山發布新聞稿表示，此次立委選舉，民進黨不分區立委候選人名單被對手譏為「貪腐名單」，人民難以期待與感動，是「少數老鼠屎壞了一鍋粥」；謝長廷應開除高志鵬與薛凌黨籍，將他們從不分區立委當選名單中剔除，回歸基本道德訴求，不應讓民進黨不分區立委的貪腐成員成為謝長廷的負擔，才能讓人民感受到「清新的民進黨又回來了」；若謝長廷無力整頓，他將缺乏輔選熱情，他也恥與這些涉貪被起訴的人同黨，他將考慮拒絕輔選並退黨。同日，民進黨立委郭正亮則在他的電子報說，此次立委選舉「是很典型的反扁信任投票」，沉默的憤怒選民力量大到全部淹沒個別候選人的努力；沉默的憤怒選民未必支持國民黨，他相信他們在2000年及2004年總統選舉都支持陳水扁、否則陳水扁不可能獲勝，但最近陳水扁的表現及陳水扁政府解決問題的能力都太讓他們傷心；此次立委選舉的民調拒答者都超過50%，顯然這些拒答者選擇在最後投票時刻投給反扁的國民黨候選人，是一種非理性的反扁情緒。

### 呂秀蓮檢討敗選言論挨批
民進黨在此次立委選舉大敗以後，副總統呂秀蓮連續接受電子媒體專訪，痛批陳水扁政府各種行政缺失，從教育部一路批到外交部；她強調，這次敗選是人民給民進黨一次教訓，民進黨必須徹底反省才能在未來總統大選勝選。
2008年1月13日，呂秀蓮接受三立新聞台專訪時說，內閣有幾位閣員爭議性比較大，應該要局部調整；她不願明講這些閣員是誰，但在過去輔選場合中，她曾多次提到，教育部撤換中正紀念堂「大中至正」牌匾過程不妥。2008年1月15日，台獨激進派人士林一方揚言於隔日（同月16日）前往民進黨中央黨部抗議，要求民進黨開除呂秀蓮黨籍；同月16日，林一方率領深綠民眾在民進黨中央黨部外怒吼「開除呂秀蓮」、「呂秀蓮下台」。

### 立法院版圖大洗牌
泛藍陣營在此次選舉中，獲得立法院超過四分之三的席位；國民黨更在立法院全部的113個席次中拿下81席，在1998年立法委員選舉後再次握有立法院的過半席次。在2000年政黨輪替後的兩次立委選舉中，國民黨需要依靠親民黨、新黨、無黨團結聯盟等盟友來成為立法院二分之一多數；但本次選舉後，國民黨一黨的席次已經越過立委總數之三分之二。因此在往後的立法院任期中，泛藍將有實力推動所有法案，並且可以推翻來自行政院的覆議案，甚至可以推出憲法修正案、閣揆不信任案、以及正副總統罷免案等。

### 小黨全面潰敗
因採用單一選區兩票制以及立法委員席次減半，此次選舉最終還是由藍綠兩大勢力瓜分所有席次，其他的小型和新興政黨未拿下任何席次。國、民兩大黨在政治上立場雖然迥異，但在經濟上均屬於右派政黨，使得經濟政策上左派的監督制衡力量不足。
- 新黨、台灣團結聯盟皆在不分區立委功敗垂成。台聯不分區、分區立委皆與民主進步黨票源衝突，不僅沒有獲得席次，也未能獲得政黨補助款，導致財政困難，資遣所有黨工，也無力支付200多坪的辦公室租金。新黨尚有2名在背書下披上中國國民黨戰袍而當選者，政黨票也是第三高，但一樣沒有政黨補助款，但是新黨靠14年以來累積的支持者的長期補助款或黨費得以營運下去。
- 新成立之政黨紅黨、第三社會黨等，沒有得到任何席次。
- 以保護生態為訴求的台灣綠黨，也沒有得到任何席次。

### 票數相對接近但席次差距很大
本次投票中，泛藍泛綠兩大陣營的不分區部分總得票率相差15.1%，相對接近，但是席次卻有很大的落差。小選區單議席單票制明顯為「贏者全拿」，有別於過往中選區多議席單票制：在中選區多議席單票制中，沒有一個政黨可以在一個均勻力敵的選區中佔有絕大多數。因此有人認為，單一選區兩票制這個新制度可能必須要做適度調整。2008年1月13日，立法院長王金平在接受《自由時報》專訪時表示，必須先以二年時間運作單一選區兩票制，有問題才會進行修正。

### 總統大選的前哨戰
許多政治評論家認為，此次立委選舉為3月22日總統大選的前哨戰，紛紛以「鐘擺效應」或「西瓜效應」解釋其可能對於總統大選的影響。

### 國際反應
國際各大媒體非常關注此次選舉，CNN、日本放送協會、英國廣播公司及《經濟學人》等國際媒體均以大篇幅進行報導。國際媒體多半將此次民進黨的敗選視為施政成績不彰的必然結果，並進一步解讀為台灣民眾對台獨公投的不信任投票。《產經新聞》把民進黨的敗選視為「台灣人選擇了經濟，不要台灣意識」。

## 本屆立委選舉賄選案

### 李乙廷賄選案
2008年12月10日，高等法院台中分院二審判決苗栗縣第一選舉區李乙廷當選無效，這是本屆立委選舉第一宗遭法院判決當選無效定讞。2009年3月14日，2009年苗栗縣第一選舉區立法委員缺額補選，被國民黨開除黨籍而以無黨籍身分參選的康世儒，受民進黨支持而勝選。

### 張碩文賄選案
2009年6月30日，高等法院台南分院二審判決雲林縣第二選舉區張碩文當選無效定讞。2009年9月26日，2009年雲林縣第二選舉區立法委員缺額補選，由民主進步黨提名的劉建國當選。。

## 缺額補選
- 2009年苗栗縣第一選舉區立法委員缺額補選
- 2009年臺北市第六選舉區立法委員缺額補選
- 2009年雲林縣第二選舉區立法委員缺額補選
- 2009年南投縣第一選舉區立法委員缺額補選
- 2010年臺中縣第三選舉區立法委員缺額補選
- 2010年臺東縣選舉區立法委員缺額補選
- 2010年桃園縣第二選舉區立法委員缺額補選
- 2010年嘉義縣第二選舉區立法委員缺額補選
- 2010年花蓮縣選舉區立法委員缺額補選
- 2010年新竹縣選舉區立法委員缺額補選
- 2010年桃園縣第三選舉區立法委員缺額補選
- 2011年臺南市第四選舉區立法委員缺額補選（補選原臺南市第二選舉區）
- 2011年高雄市第四選舉區立法委員缺額補選（補選原高雄縣第三選舉區）

## 外部連結
- 中央選舉委員會 - 第7屆立法委員選舉暨第3案第4案全國性公民投票  開票結果